# Henrik Nilsson
Henrik Nilsson (Nicopinga, Sudermânia, 15 de fevereiro de 1976) é um velocista sueco na modalidade de canoagem.
Foi vencedor da medalha de ouro em K-2 1000 m em Atenas 2004 e da medalha de prata em K-2 1000 m em Sydney 2000.